# Киверники (Рыбинский район)
Киверники — деревня Огарковского сельского поселения Рыбинского района Ярославской области .
Деревня расположена в 2 км к востоку от федеральной автомобильной дороги Р104 на участке Рыбинск-Пошехонье, между деревнями Соловьёвское и Волково. Она стоит на правом берегу реки Чога, впадающей в Рыбинское водохранилище. Ниже по течению к западу стоит деревня Морушкино, дорога через которую ведёт к магистральной дороге. К северу от Киверников, стоит деревня Антоново, а с востока Власьево . 
На 1 января 2007 года в деревне числилось 3 постоянных жителя . Почтовое отделение, расположенное в Волково, обслуживает в деревне 12 домов .